# Гребенечуб гвіанський
Гребенечуб гвіанський (Rupicola rupicola) — вид горобцеподібних птахів родини котингових (Cotingidae).

## Назва
Свою назву гребенечуби отримали за пишний чуб на голові у самця, який схожий на віяло або гребінець. Самки виду також мають чубчики, проте менші за розміром.

## Розповсюдження
Гвіанський гребенечуб мешкає в Гаяні, на півдні Венесуели і в басейні річки Ріу-Негру. Він населяє тропічні і субтропічні незаймані ліси, воліючи гористі і багаті водоймами місцевості.

## Опис
У самця яскраве світло-оранжеве оперення з широким віялоподібним чубом, який тягнеться через голову і майже повністю покриває дзьоб. Чорні крила з білими вставками, коричневий хвіст з помаранчевою облямівкою. Довжина тіла — від 32 до 35 см, вага — 220 г.

## Спосіб життя
Висота їх не бентежить і вони однаково комфортно почувають себе як на рівні трьохсот метрів, так і на двох тисячах метрів над морем. Головне, щоб в достатку були стиглі фрукти — адже саме вони складають три чверті їхнього раціону.
Гвіанські гребенечуби відомі своїм весільним ритуалом, до якого самці готуються дуже ретельно, навіть незважаючи на свою нерозбірливість у зв'язках.
Найсильніше враження на самок самці справляють шовковистими кучериками на крилах і розкішним помаранчевим чубчиком у формі півмісяця, який в розправленому вигляді повністю закриває їхній дзьоб.
Розчистивши місце для знайомств помахами крил, самці розсідаються на гілках і чекають самок, намагаючись постати перед ними у всій красі. Вибравши кавалера, самка вмощується навпроти його гілки, він спускається вниз і тут же приступає до спаровування.
Все, що відбувається після цього — спорудження гнізда, висиджування яєць і виховання пташенят — його вже не цікавить.